# Daniel Logan
Daniel Logan (Auckland, 1987. június 6. –) új-zélandi színész.
Legismertebb szerepe a fiatal Boba Fett megformálása a Star Wars II. rész – A klónok támadása című mozifilmből, amely alakításáért Young Artist Award díjra is jelölték. Az ifjú Boba Fett karakterének A klónok háborúja című animációs sorozatban is hangját kölcsönözte.
Legelső szerepe 1998-ban volt egy Shortland Street című szappanoperában.
Logan maori felmenőkkel rendelkezik. 2017 óta amerikai állampolgársága is van, Kaliforniában él, egy gyermeke van.

## Filmográfia
| Év        | Cím                                         | Magyar cím                   | szerep                           | Jegyzetek                    | Forrás |
| --------- | ------------------------------------------- | ---------------------------- | -------------------------------- | ---------------------------- | ------ |
| 1998      | Shortland Street                            |                              | Ben Hollins                      |                              | [ 1 ]  |
| 1999      | Hercules: The Legendary Journeys            | Herkules                     | Zaylan                           | epizód: "Redemption"         |        |
| 2002      | Star Wars: epizód II – Attack of the Clones |                              | Boba Fett / Clone Cadets         |                              | [ 1 ]  |
| 2003      | The Legend of Johnny Lingo                  |                              | Young Pua                        |                              |        |
| 2010–2012 | Star Wars: The Clone Wars                   | Star Wars: A klónok háborúja | Boba Fett / Clone Cadets (voice) | 6 epizód                     | [ 1 ]  |
| 2014      | Star Trek Continues                         |                              | Ensign Tongaroa                  | epizód: "Lolani"             | [ 1 ]  |
| 2016      | Sharknado: The 4th Awakens                  |                              | Captain Fett                     | televisiós film              | [ 1 ]  |
| 2021–2022 | The Book of Boba Fett                       | Boba Fett könyve             | fiatal Boba Fett                 | 3 epizód (archív felvételek) | [ 1 ]  |
| 2022      | Lego Star Wars: The Skywalker Saga          |                              | Boba Fett (hang)                 | Videojáték                   |        |

## Fordítás
Ez a szócikk részben vagy egészben  a   Daniel Logan című angol Wikipédia-szócikk fordításán alapul.  Az eredeti cikk szerkesztőit annak laptörténete sorolja fel. Ez a jelzés csupán a megfogalmazás eredetét és a szerzői jogokat jelzi, nem szolgál a cikkben szereplő információk forrásmegjelöléseként.